# تاکدا کاتسویوری

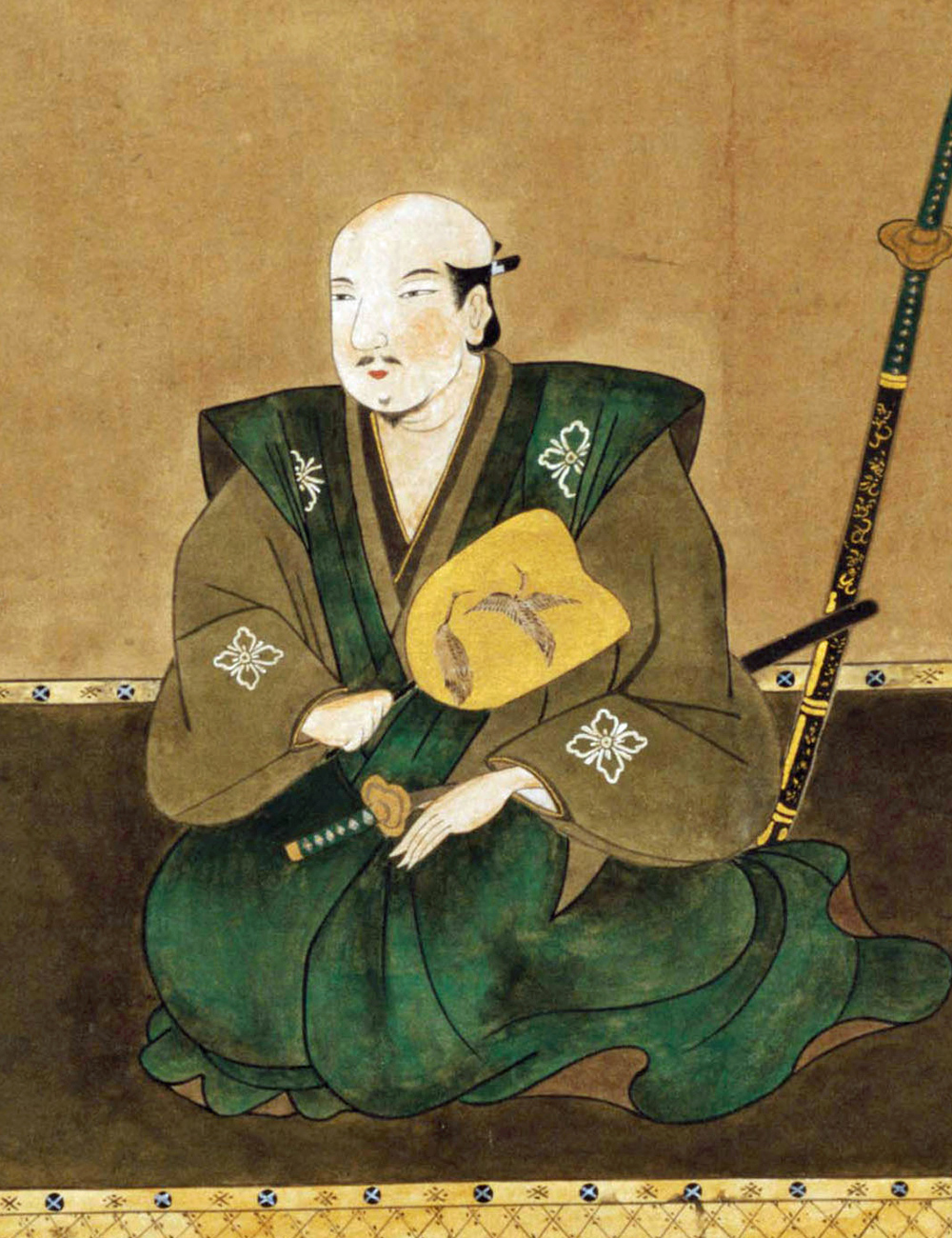
تاکدا کاتسویوری - رئیس خاندان تاکدا

تاکدا کاتسویوری (۱۵۴۶–۳ آوریل ۱۵۸۲) یک دایمیوی ژاپنی از دوره سنگوکو بود که به عنوان رئیس خاندان تاکدا مشهور شد و جانشین جنگ‌سالار افسانه‌ای تاکدا شینگن شد. او پسر شینگن و همسر غیراصلی‌اش بنام سووا گوریونین و دختر سووا یوریشیگه بود. دو تن از فرزندان او تاکدا نوبوکاتسو و تاکدا کاتسوچیکا نام داشتند.
همسر اصلی وی ریوشو-این نام داشت و خواهرزاده و فرزندخوانده اودا نوبوناگا بود.